# Thomas M. Schmidt
Thomas M. Schmidt (* 1960) ist ein deutscher Philosoph und römisch-katholischer Theologe.

## Leben
Schmidt studierte katholische Theologie und Philosophie. Seit 2003 ist er Professor für Religionsphilosophie am Fachbereich Katholische Theologie und kooptierter Professor am Institut für Philosophie der Johann-Wolfgang-Goethe-Universität Frankfurt am Main. Zu seinen Arbeitsschwerpunkten gehören Religionsphilosophie, Politische Philosophie, Diskurstheorie und Deutscher Idealismus.

## Schriften
Bücher
- Anerkennung und absolute Religion. Formierung der Gesellschaftstheorie und Genese der spekulativen Religionsphilosophie in Hegels Frühschriften. Frommann-Holzboog, Stuttgart-Bad Cannstatt 1997, ISBN 3-7728-1724-6
- Vernünftiger Pluralismus, rationaler Glaube. Zum politischen und epistemischen Status religiöser Überzeugungen in  pluralistischen Gesellschaften. Habilitationsschrift. 2000
- mit Matthias Jung & Michael Moxter: Religionsphilosophie. Historische Positionen und systematische Reflexionen. Echter, Würzburg 2000, ISBN 3-429-02121-9
- mit Michael G. Parker: Scientific Explanation and Religious Belief. Science and Religion in Philosophical and Public Discourse. Mohr Siebeck, Tübingen 2005, ISBN 3-16-148711-7
- mit Matthias Lutz-Bachmann (Hrsg.): Religion und Kulturkritik. WBG, Darmstadt 2006, ISBN 978-3-534-19834-4
- mit Matthias Lutz-Bachmann (Hrsg.): Metaphysik heute – Probleme und Perspektiven der Ontologie. Alber, Freiburg/München 2007, ISBN 978-3-495-48217-9
- mit Michael G. Parker (Hrsg.): Religion in der pluralistischen Öffentlichkeit. Echter, Würzburg 2008, ISBN 978-3-429-02688-2
- mit Knut Wenzel: Moderne Religion? Theologische und religionsphilosophische Reaktionen auf Jürgen Habermas. Herder, Freiburg/Basel/Wien 2009, ISBN 978-3-451-30221-3
- mit Siegfried Wiedenhofer (Hrsg.): Religiöse Erfahrung. Richard Schaefflers Beitrag zu Religionsphilosophie und Theologie. Alber, Freiburg/München 2010, ISBN 978-3-495-48401-2
- (Hrsg.): Macht Liebe sehend? Wallstein-Verlag, Göttingen 2010, ISBN 978-3-8353-0745-2

Aufsätze
- Glaubensüberzeugungen und säkulare Gründe. Zur Legitimität religiöser Argumente in einer pluralistischen Gesellschaft. In: Zeitschrift für Evangelische Ethik. Heft 4/2001, 248–261 (PDF; 91 KB)
- Gott, Geist, Gehirn: Auf dem Weg zu einer »Biologie des Glaubens«? In: Forschung Frankfurt. 4/2005, S. 58–61 (PDF; 14 MB)